# Al-Quwwat al-Jawwiyya al-malikiyya al-Urdunniyya
La Al-Quwwat al-Jawwiyya al-malikiyya al-Urdunniyya, (in arabo سلاح الجو الملكي الأردني‎?) e internazionalmente conosciuta con la dizione in lingua inglese Royal Jordanian Air Force (RJAF), è l'attuale aeronautica militare della Giordania e parte integrante delle Forze Armate Giordane.
Fondata nel 25 settembre 1955 l'aeronautica militare giordana ha combattuto a fianco di altre nazioni arabe nella guerra dei sei giorni contro Israele.

## Gli F-16 della RJAF
La situazione che permise alla Giordania di entrare nella rosa dei Paesi ammessi a ricevere gli F-16 fu la firma, nel luglio 1994, di un trattato di pace con Israele. Subito dopo, Amman richiese 42 F-16 (tra monoposto e biposto), transazione per la quale ottenne l'appoggio di Tel Aviv. 
II 26 luglio 1996 fu sottoscritto con il governo degli Stati Uniti il programma “Peace Falcon I” con il quale fu concordato il leasing di 12 F-16A e 4 F-16B, il programma fu poi suddiviso con una prima cessione gratuita di 12 F-16A-15OCU e un F-16B-15OCU da modificare allo standard ADF (Air Defense Fighhter); questi aerei erano tutti di seconda mano con una media di più di 3.000 ore di volo (su una vita utile iniziale prevista in 4.000). Il secondo contratto (all'epoca indicato come un leasing quinquennale con riscatto finale) riguardò tre F-16B. Tutti gli aerei ebbero la vita utile estesa a 8.000 ore e furono resi compatibili con i motori F100-PW-220E. Il primo di questi F-16 per la Giordania, dopo revisione e aggiornamento, poté volare il 14 ottobre 1997. 
Di un secondo lotto (“Peace Falcon II") si cominciò a parlare nel 1999 e il 29 gennaio 2003 la forza aerea giordana ricevette 6 F-16 poi integrati fino a comprendere 12 F-16A MLU e un F-16B MLU. 
Nel 2006, puntando a un ampliamento dell'organico, la Royal Jordanian Air Force vagliò con i governi dei Paesi Bassi e Belgio la fornitura di F-16 usati. Nell'aprile 2006 fu raggiunto un accordo per 22 esemplari (8 dai Paesi Bassi, cinque A e tre B, e 14 dal Belgio, dodici A e due B). Le macchine ex-belghe furono consegnate nel 2008-2009 mentre la consegna di quelle olandesi fu limitata ai soli tre F-16B che, unite ad altre tre, andarono a costituire il contratto “Peace Falcon IV", sempre nel 2009. 
Con l'obiettivo di ottenere una quantità sufficiente per equipaggiare tre Squadron seguirono ulteriori forniture: nel 2009 il ministero della difesa del Belgio dichiarò ridondanti altri nove "Fighting Falcon" (6 F-16AM e 3 F-16BM tutti Block 20 sottoposti Mid-Llfe Update) e la Giordania fu pronta a candidarsi all'acquisto, perfezionato con il programma "Peace Falcon V". Tutti questi aerei furono consegnati nel luglio 2011. 
Un'ulteriore opportunità si ebbe nel 2012, quando l'aviazione olandese decise di ritirare altri 13 F-16A e due F-16B, anche in questo caso allo standard Block 20MLU, con upgrade OFP 6.5 (Operational Flight Program), per poter integrare nuovi sistemi di comunicazione e armamenti. La trattativa si è conclusa nel 2014 ma le consegne si sono protratte fino alla fine del 2017. 
Complessivamente le forniture hanno riguardato 59 F-16A e 20 F16B, portati a uno standard simile a quello dei Block 40 e 50, anche se la suddivisione in programmi e lotti non è stata così netta come potrebbe apparire. Infatti. pur trattandosi di aerei esclusivamente di seconda mano, sono stati oggetto di revisioni e programmi di adeguamento a standard differenti, compiuti su piccoli lotti e in sedi differenti, che hanno richiesto tempi di consegna dilatati. 
Nel frattempo la Giordania ha ceduto alla Pakistan Air Force 13 tra F-16A e B, i primi dei quali sono stati consegnati il 28 aprile 2014.
Gli F-16 giordani sono stati oggetto di svariati aggiornamenti, come il “Falcon Up“ e il "Falcon Star", vertenti su un upgrade della strumentazione e la revisione delle cellule per il raddoppio della loro vita operativa; l‘ultimo intervento si è svolto nello stabilimento TAI di Ankara. 
Nel frattempo vi sono state anche perdite e al febbraio 2021 il totale in servizio è di 59 aerei: 44 monoposto e 15 biposto.
Nella Royal Jordanian Air Force tutti gli F-16 sono concentrati sulla base “Muwaffaq Salti" di Azraq, 100 km a est di Amman, dove si trovano gli Squadron No. 1 e No. 6 multiruolo e il No. 2 con la difesa aerea quale vocazione primaria e i suoi aerei corrispondono a una versione ammodernata dello standard Block 15ADF.

## Aeromobili in uso
Sezione aggiornata annualmente in base al World Air Force di Flightglobal del corrente anno. Tale dossier non contempla UAV, aerei da trasporto VIP ed eventuali incidenti accorsi durante l'anno della sua pubblicazione. Modifiche giornaliere o mensili che potrebbero portare a discordanze nel tipo di modelli in servizio e nel loro numero rispetto a WAF, vengono apportate in base a siti specializzati, periodici mensili e bimestrali. Tali modifiche vengono apportate onde rendere quanto più aggiornata la tabella.
| Aeromobile                           | Origine     | Tipo                                                      | Versione (denominazione locale) | In servizio (2024) | Note | Immagine |
| Aerei da combattimento               |             |                                                           |                                 |                    | |          |
| Lockheed F-16 Fighting Falcon        | Stati Uniti | Caccia intercettoreconversione operativacaccia multiruolo | F-16AMF-16BMF-16V               | 44150              | Con il programma Peace Falcon I, tra il dicembre 1997 e il febbraio 1998, 16 F-16A/B ADF (12 monoposto e 4 biposto) ex USAF e Air National Guard, furono consegnati dopo essere stati prelevati dall'AMARC. Tredici di questi (nove monoposto e 4 biposto), furono trasferiti alla Pakistan Air Force, e consegnati dal 28 aprile 2014. Nel 2003, vennero consegnati ulteriori 17 F-16A/B ADF (12 monoposto e 5 biposto) sempre prelevati dai surplus dell'USAF e dell'Air National Guard, che, tra il 2008 e il 2012, furono aggiornati allo standard MLU M.3 con la supervisione della turca TAI. 12 F-16AM e 4 F-16BM ex Air Composante belga, aggiornati allo standard M.2 furono consegnati nel 2009 in base al programma Peace Falcon III. Con il Peace Falcon IV, sempre nel 2009, furono consegnati 6 F-16BM MLU M.2 ex olandesi. Nel 2011, con il programma Peace Falcon V, ulteriori 6 F-16AM MLU M.2 e 3 F-16BM MLU M.2 furono consegnati dalla Air Composante belga. Con il programma Peace Falcon VI, gli ultimi 13 F-16AM MLU e 2 F-16BM ex KLu olandese, sono stati consegnati tra ottobre e dicembre 2017, e portati tutti allo standard M6.5 prima della consegna. Consegnati complessivamente 59 F-16A e 20 F-16B. Al febbraio 2021 risultano in servizio 59 aerei: 44 F-16AM e 15 F-16BM. Ulteriori 12 F-16V ordinati a gennaio 2023. |          |
| Aerei per impieghi speciali          |             |                                                           |                                 |                    | |          |
| Air Tractor AT-802                   | Stati Uniti | aereo da ricognizioneLotta aerea antincendio              | AT-802U AT-802iAT-802F          | 641                | 6 AT-802U ex UAEAF donati nel 2013. Altri 4 AT-802U dirottati da un ordine originariamente destinato allo Yemen sono entrati in servizio nel 2016. 2 AT-802F ordinati per la lotta agli incendi, il primo dei quali è stato consegnato il 25 maggio 2023. |          |
| Cessna 208 Grand Caravan             | Stati Uniti | Aereo da ricognizione                                     | RC-208B-EX ISR                  | 8                  | 6 RC-208B-ISR consegnati a partire dal 2010. Ulteriori 4 RC 208B-EX ISR ordinati con consegne previste per la metà del 2024. |          |
| PZL Mielec M28 Skytruck              | Polonia     | Guerra elettronica                                        | M28 EW                          | 1                  | 1 M28 EW consegnato. |          |
| Aeromobili a pilotaggio remoto - UAV |             |                                                           |                                 |                    | |          |
| Schiebel S-100 Camcopter             | Austria     | UAV                                                       | S-100                           | 10                 | 12 ordinati, due andati distrutti. |          |
| Aerei da trasporto                   |             |                                                           |                                 |                    | |          |
| Lockheed C-130 Hercules              | Stati Uniti | Aereo da trasporto                                        | C-130EC-130H                    | 7                  | 3 C-130E e 5 C-130H consegnati. Ulteriori 3 C-130H ex USAF ordinati a marzo 2019, con i primi due esemplari consegnati il 7 dicembre 2021, mentre il terzo sarà consegnato nel 2022. |          |
| Gulfstream IV                        | Stati Uniti | aereo da trasporto VIP                                    | G.IV                            | 1                  | 1 Gulfstream G.IV consegnato. |          |
| Bombardier CL-604 Challenger         | Canada      | aereo da trasporto VIP                                    | CL-604                          | 1                  | 1 CL-604 consegnato a febbraio 2022. |          |
| PZL Mielec C-145 Skytruck            | Polonia     | Aereo da trasporto                                        | C-145                           | 1                  | 1 C-145 consegnato. |          |
| Aerei da addestramento               |             |                                                           |                                 |                    | |          |
| Slingsby T-67 Firefly                | Regno Unito | Aereo da addestramento                                    | T-67M-260                       | 2                  | 16 T-67M-260 consegnati. |          |
| Grob G 120TP                         | Germania    | Aereo da addestramento                                    | G 120TP                         | 14                 | 16 G-120TP ordinati nel 2016. Due aerei persi, uno dei quali il 5 giugno 2022. |          |
| Pilatus PC-21                        | Svizzera    | Aereo da addestramento                                    | PC-21                           | 12                 | Inizialmente, nel 2015, erano stati ordinati 9 PC-9M, da consegnarsi nel 2017. Poi, a maggio 2016 il ministero della difesa di Amman ha deciso di rivedere l'ordine, sostituendolo con il più moderno e versatile PC-21. La modifica del contratto era inizialmente per otto aerei, con opzioni per ulteriori unità, se necessario. L'opzione è stata ora esercitata per altri due PC-21, con un totale di dieci PC-21 che formeranno la spina dorsale del futuro regime di pilot training. Le prime consegne saranno effettuate a metà 2017. A gennaio 2021 risultano ordinati 12 aerei. |          |
| Elicotteri                           |             |                                                           |                                 |                    | |          |
| Bell AH-1 Cobra                      | Stati Uniti | Elicottero d'attacco                                      | AH-1F                           | 22                 | 40 AH-1F consegnati. 16 AH-1E/F ricevuti da Israele, dopo averli aggiornati. Al maggio 2018 risultavano in servizio 27 AH-1F, 12 dei quali furono inviati negli Stati Uniti dove hanno ricevuto un aggiornamento al cockpit, all'avionica e all'armamento. Due dei 15 esemplari non aggiornati sono stati ceduti all'Aviazione Filippina come i 3 ceduti all'Aviazione del Kenya. |          |
| Aérospatiale AS 350 Écureuil         | Francia     | Elicottero utility                                        | AS 350B3                        | 1                  | 2 AS 350B3 consegnati. |          |
| Bell UH-1 Iroquois                   | Stati Uniti | Elicottero utility                                        | UH-1H                           | 36                 | 53 UH-1H consegnati. 13 UH-1H sono stati messi in vendita dalla fine del 2018. |          |
| Airbus Helicopters H135M             | Francia     | Elicottero utility                                        | EC635 T1EC635 T2i               | 73                 | 7 EC635 T1 consegnati. Ulteriori 3 EC635 T2i ex Jordanian Public Security Air Wing ricevuti ad agosto 2024. |          |
| Sikorsky UH-60 Black Hawk            | Stati Uniti | SAR/COIN                                                  | S-70A-11UH-60AUH-60M            | 3812               | Sono stati consegnati 3 S-70A-11 nel 1987, 8 UH-60L nel 2007, 2 UH-60M e 3 S-70i nel 2013, 8 UH-60A nel 2015 e 2 UH-60M nel 2017. Gli ultimi di 12 UH-60M sono stati consegnati entro gennaio 2018. Gli 8 UH-60L sono stai messi in vendita a gennaio 2019. Un ulteriore UH-60M da trasporto per il Royal Squadron è stato selezionato a ottobre 2020, ed ordinato a luglio 2021. 3 degli 8 UH-60L ritirati UH-60L sono stati ceduti all'Aeronautica austriaca nel 2020, e saranno consegnati durante il 2021 dopo l'approvazione della rivendita da parte degli Stati Uniti e di un programma di aggiornamento. 2 ulteriori UH-60M sono stati ordinati il 20 settembre 2022. |          |
| Boeing AH-6 Little Bird              | Stati Uniti | elicottero da attacco leggero                             | AH-6i                           | 24                 | 24 AH-6i consegnati. |          |
| Robinson R44                         | Stati Uniti | elicottero da addestramento                               | R44-II                          | 11                 | 4 R44-II acquistati nel 2014, 4 all'inizio del 2015 e 3 tra la fine del 2015 e l'inizio del 2016. |          |
| Mil Mi-26 Halo                       | Russia      | elicottero da trasporto pesante                           | Mi-26T2 Halo-B                  | 4                  | 4 Mi-26T2 ordinati a settembre 2016. |          |
| AgustaWestland AW139                 | Italia      | Elicottero utility                                        | AW139                           | 3                  | 3 AW139 consegnati. |          |
| Bell 505 JetRanger X                 | Stati Uniti | elicottero da addestramento                               | Bell 505                        | 10                 | 10 Bell 505 ordinati il 1 novembre 2022. Primi cinque esemplari consegnati a novembre 2023. |          |

## Aeromobili ritirati
- Aérospatiale AS 332M-1 Super Puma - 11 esemplari (?-2020)[6][49]
- CASC CH-4B Rainbow - 6 esemplari (2016-2019)[12]
- CASA C-295 - 2 esemplari (?-2018)[30]
- Selex ES Falco - 4 esemplari (2010-2018)[1][12]
- CASA C-101CC Aviojet - 16 esemplari (?-?)[1][6][50][51]
- Sikorsky UH-60L Black Hawk - 8 esemplari (?-2019)[30][38][42]
- BAe Hawk Mk.63 - 13 esemplari (?-?)[1][30][38][52][53]
- CASA AC-235 - 2 esemplari (?-?)[2][30][38]
- MD Helicopters MD530F - 6 esemplari (?-?)[30]
- Ilyushin Il-76MF Candid - 2 esemplari (?-2019)[54]
- Northrop F-5E Tiger II
- Northrop F-5F Tiger II
- CASA C-212 Aviocar
- Dassault Mirage F1CJ - 17 esemplari (?-?)[55]
- Dassault Mirage F1EJ - 17 esemplari (?-?)[55]
- Dassault Mirage F1BJ - 2 esemplari (?-?)[55]
- Aérospatiale SA 316B Alouette III - 16 esemplari (1965-1988)[56]
- Cessna T-37B Tweet - 15 esemplari (?-1987)[57]